# Quentin Robinot
Quentin Robinot (Parijs, 7 januari 1993) is een voormalig Frans professioneel tafeltennisser. Hij speelt rechtshandig met de shakehandgreep.

## Belangrijkste resultaten
- Brons met het team op de Europese kampioenschappen 2017.